# التسلسل الزمني لشعوب الترك (500-1300)
يوجد أدناه الجدول الزمني المحدد لتاريخ الشعوب التركية بين القرنين السادس والرابع عشر. على الرغم من أن التسلسل الزمني لسلاجقة الروم موجود هنا، إلا أنه لمن يرغب بتسلسل زمني أكثر تفصيلاً لتلك السلطنة، راجع التسلسل الزمني لدولة سلاجقة الروم. للحصول على جدول زمني للدولة التركية الحديثة وأسلافها العثمانيون، انظر التسلسل الزمني للدولة العثمانية والتسلسل الزمني للتاريخ التركي. إلى جانب ما هو موصوف في هذا الجدول الزمني، عاشت الشعوب التركية خارج الدولة العثمانية وتركيا، مثل أذربيجان وجمهوريات آسيا الوسطى في الاتحاد السوفيتي السابق وكذلك روسيا والصين وإيران.

## القرن السادس
| سنة | الحدث |
| --- | --- |
| 545 | مبعوث من وي الغربية إلى جبال ألتاي. أول ذكر لبومين زعيم لعشيرة أشينا (زعماء الترك). |
| 551 | أعلن بومين استقلال الترك حول جبال ألتاي، واحتل أوتوكين في الهضبة المنغولية وأخذ لقب خاقان (قاغان). تُعرف إمبراطوريته باسم خاقانية الترك أو أكثر شيوعًا خانية غوك تورك (الترك السماويين). |
| 552 | بعد وقت قصير من إرسال شقيقه إستيمي إلى المناطق الغربية بصفتها تابعًة له، توفي الخاقان بومين. فأصبح ابنه الأكبر إيسيك (Keluo) خاقانًا.                                                    |
| 554 | أصبح موغان الابن الثاني لبومين خاقانًا. وبعد سلسلة من الحملات الناجحة، بدأت خانية غوك تورك سيطرتها على طريق الحرير.                                                                     |
| 558 | بالتحالف مع الدولة الساسانية، هزم إستيمي الهياطلة وغزا بلاد ما وراء النهر. |
| 568 | تم تشكيل تحالف مع الإمبراطورية البيزنطية بقيادة جستين الثاني بعد وصول وفد من الأتراك بقيادة مانيا الصغدي إلى القسطنطينية لتجارة الحرير مع البيزنطيين.                                  |
| 572 | أصبح تاسبر خاقان الابن الأصغر لبومين خاقانًا بعد وفاة أخيه. |
| 576 | توقف التحالف مع البيزنطيين بعد قبول البيزنطيين (خلافًا لاتفاقهم) معاهدة مع أفار أعداء غوك تورك. فسيطروا على معقل بيزنطي في شبه جزيرة القرم.                                             |
| 580 | شمل الأغاثيين مع قبائل الهون تلك القبائل: الفوروغوند والألتيزور, بالإضافة إلى القبائل كوتريغورس ويوتيغورس.                                                                             |
| 581 | فرضت خاقانية تاردو ثاني ولاية تابعة في الغرب حصارًا على تاورك تشرسونسوس في شبه جزيرة القرم.                                                                                             |
| 581 | بدأت دولتان متنافستان في الصين في دفع جزية سنوية لخاقانات الترك. |
| 584 | وفاة تاسبر خاقان، واندلاع الحرب الأهلية. (خاقانية إشبارة ضد خاقانية آبا) وتدخل خاقانية تاردو.                                                                                          |
| 587 | حكمت خاقانية تاردو فعليا المنطقة الغربية. فترة الخانات المزدوجة. ومن بعدها أطلق على خانات الغرب أيضًا اسم أونوق.                                                                        |
| 588 | الحرب الفارسية التركية الأولى. محاولة خاقانات الترك غزو أفغانستان. لكن الساساني بهرام جوبين هزمهم.                                                                                     |
| 593 | نهاية فترة خلو العرش التركي. |

## القرن السابع
| السنة | الحدث |
| ----- | --- |
| 609   | أصبح شيبي خان خاقان لخاقانات الترك الشرقية |
| 615   | أعدم باي جو وهو مستشار شيبي خان في مفاوضات في ماي؛ فانتقم شيبي خان بغزو قيادة يانمين أثناء زيارة الإمبراطور يانغ سوي لها، وحاصره مع حاشيته في مقر القيادة (دايكسيان الحالية في شانشي). رفع الحصار بعد بلاغ كاذب من زوجته الأميرة سوي يشينغ بأن الخاقانات تتعرض للهجوم من الشمال. |
| 618   | أصبح تونغ يابغو قاغان خاقان لخاقانية الترك الغربية. وفقًا لبعض الروايات، يُعرف أيضًا باسم زيبل مؤسس دولة الخزر (أو الخزرية) في القوقاز كونها جزء من خاقانية أونوق. |
| 619   | الحرب الفارسية التركية الثانية. وصلت غارات تونغ يابغو قاغان حتى أصفهان؛ ولكن تم صد هجماته. |
| 625   | تحالف تونغ يابغو مع الإمبراطورية البيزنطية تحت حكم هرقل عندما طلب الإمبراطور مساعدة عسكرية منه. |
| 626   | استغل إيليغ خان حادثة بوابة شوانوو ووجه هجومه حتى نهر وي. |
| 627   | الحرب الفارسية التركية الثالثة. احتل بوري شاد دربند في القوقاز وهاجم أذربيجان. |
| 628   | هزمت قبيلتي توغوز أغوز وشويانتو (تحت قيادة ينجو خان) الخاقان يوكوك شاد (الحاكم أو الشاد [الإنجليزية] الجانب الشمالي) والأمير أشينا شيير (الشاد الجانب الغربي) من خاقانية الترك الشرقية.                                                                                          |
| 630   | دعمت الصين التانغية تمرد في الخاقانات الشرقية. فهزم جيش تانغ بقيادة لي جينغ جيش الخاقانات الشرقية في معركة ينشان. وقال الإمبراطور تايزونج إنه يكفي لي أن أعوض العار الذي أصابني في نهر وي (626). أصبحت الخاقانات الشرقية تابعة للصين.                                            |
| 632   | أسس الخان كوبرات بلغاريا العظمى القديمة. |
| 638   | انقسم جناحي خاقانية الترك الغربية (نوشيبي ودولو) وأصبح نهر إيلي الحد الفاصل بينهما. |
| 639   | محاولة هجوم فاشلة لأشينا جيشيشوي على قصر جيوتشنغ. فأطلقت الثقافة التركية الشعبية على أشينا جيشيشوي لقب كورساد أو البطل. |
| 640   | حاول يوكوك شاد توحيد قبائل أونوك، لكنه سرعان ماهرب إلى قندوز في أفغانستان. |
| 642   | انسحب جنود الخاقانية الغربية من قرا خوجة [الإنجليزية] واستولت قوات أسرة تانغ على المملكة [الإنجليزية]. وإن استمرت الهجمات العسكرية ضد ضدهم خلال العقود القليلة التالية. |
| 644   | هزيمة خاقانية الترك الغربية في معركة ضد أسرة تانغ [الإنجليزية] في قرا شهر [الإنجليزية]. |
| 648   | خسر الترك الغربيون معركة ضد أسرة تانغ [الإنجليزية] في كوتشا. |
| 650   | هزم الخزر جيش عبد الرحمن بن ربيعة المسلم في القوقاز. |
| 657   | شنت الصين حملة عسكرية لاحتلال الخانات الغربية، بعدها أضحت تلك الخانات تابعة للصين. فبرزت أثناء فراغ السلطة قبيلة تورجش لتكون قوة رائدة لأونوق. |
| 664   | معاهدة سلام بين ملك ألبانيا القوقازية جوانشير (636-669) وبين إلتيبر ألب إليتور ملك الهون القوقازي [الإنجليزية] بشرط اتحاد زواج بين الأسرتين الحاكمتين، وسيطرة الهون على جميع الحصون الألبانية، مع مخصصات سنوية لهم، مقابل التزام الهون بالدفاع عن ألبانيا من غزو المسلمين.       |
| 679   | أشيد وينفو وأشيد فينجزي اللذان كانا من القادة الأتراك لدانيو دا دوهوفو نصبوا أشينا نيشو بك خاقانًا تركيًا، واندلاع ثورات ضد سلالة تانغ. |
| 680   | هزم الجنرال الصيني باي شينغجيان أشينا نيشو بك وجيشه. فقتل أشينا نيشو على يد رجاله. |
| 680   | نصب أشيد وينفو أشينا فونيان ليكون خاقانًا ، وثار ضد أسرة تانغ. |
| 681   | في أعقاب معركة أونجال أبرمت معاهدة سنة 681 بين أسباروخ خان البلغار والإمبراطور البيزنطي قسطنطين الرابع بوغوناتوس. اعترفت معاهدة السلام بسيطرة أسباروخ على الأراضي البيزنطية التي تم الاستيلاء عليها.                                                                             |
| 681   | استسلم أشيد وينفو وأشينا فونيان للجنرال باي شينغجيان. حيث تم إعدامهما مع 54 شخصا من الترك علنًا في السوق الشرقية لمدينة تشانغآن. |
| 681   | ثورة أشينا كوتلوغ مع من تبقى من رجال أشينا فونيان. |
| 682   | أسس أشينا كوتلوغ الخاقانية التركية الثانية وأطلق على نفسه الخاقان إلتريش. |
| 685   | هزم إلتريش خاقان القوات الصينية في هين تشو. |
| 693   | أعلن بارس بك عن إنشاء خاقانات القرغيز. |
| 694   | موت إلتريش خاقان. فأصبح قاباغان خاقان الحاكم الثاني. |
| 695   | اعتراف قاباغان خاقان ببارس بك خاقانا على القرغيز. |
| 698   | ضم قباغان تركستان (منطقة أوق) من تورجش. |

## القرن الثامن
| السنة   | الحدث |
| ------- | --- |
| 704     | بدأ القائد الأموي قتيبة بن مسلم بغزو بلاد ما وراء النهر. |
| 710     | ألحقت الخاقانية التركية الثانية هزيمة ساحقة في خاقانات القرغيز. وقتل بارس بك خاقانها في المعركة، وبقي نسله تابعين لغوكتورك لعدة أجيال. |
| 711     | في معركة بولشو انهزمت تورجش أمام الجيش التركي. |
| 713     | الحروب التركية العربية في بلاد ما وراء النهر. أدى النصر العربي إلى انتقال السلطة في تركستان من الخاقانية التركية إلى أتباعهم تورجش مرة أخرى. |
| 716     | أول معاهدة بشروط معروفة بين الإمبراطور البيزنطي ثيودوسيوس الثالث والخان ترفيل ملك دانوب بلغاريا لترسيم الحدود وتحديد حجم الجزية البيزنطية السنوية للخان عند 30 رطلاً من الذهب وتبادل الأسرى وعودة اللاجئين والتجارة دون عوائق بين البلدين                                         |
| 716     | مقتل قاباغان خاقان في حملته ضد قبيلة توغوز أغوز وأرسل رأسه إلى تشانغآن. فقام كول تكين بانقلاب ناجح. قتل فيه نجل قباغان وإخوته ونصبوا بيلكه خاقانًا. |
| 716 (?) | أول سجلات مكتوبة باللغة التركية القديمة. نقوش باين تسكتو لتونيوكوك. (صنع تلك الأنصاب بنفسه، وقبل سنوات من وفاته). |
| 717     | أطاح كول تكين بإنل خاقان. وصعود بيلكه خاقان إلى العرش. |
| 717     | أصبح سولوك خاقانًا على تورجش. |
| 718     | بعد فترة قصيرة من الاستقرار في الإمبراطورية التركية. قام الثلاثي بيلكه وكول تكين وتونيوكوك) بقمع جميع الثورات. |
| 723     | قتل الوالي الأموي الحرشي الأتراك واللاجئين الصغديانيين للمرة الثانية في خوجند. |
| 724     | هزم سولوك خاقان تورجش جيش مسلم بن سعيد الكلابي المتفوق عليه عدديًا بتكتيكات الكر والفر، والتي أطلق عليها يوم العطش |
| 728     | هزم سولوك خاقان تورجش الجيوش الأموية للمرة الثانية. |
| 730     | هزم الخزر الجيوش الأموية في جنوب القوقاز. لكن قائدها بارجيك يموت في معركة مرج أردبيل. |
| 734     | موت بيلكه خاقان. |
| 735     | نقوش خوشو تسايدم لبيلكه خاقان وشقيقه كول تكين. (وقد أقام بيلكه بالفعل نصب لكول تكين وأقام ابن بيلكه نصب لأبيه.) إلى جانب نصب باين تسوكتو التذكاري في نقوش تونيوكوك، تسمى هذه الآثار كتابات أورخون. (في 2004 تم إدراج تلك الآثار في قائمة مواقع التراث العالمي في آسيا وأستراليا) |
| 737     | هزم المسلمون الخزر بقيادة مسلمة بن عبد الملك واستولوا على عاصمتهم بلنجار. تمكن الخزر بعد فترة وجيزة من اخراج المسلمين. لكنهم نقلوا العاصمة إلى اتيل. |
| 738     | اغتيال الخاقان سولوك |
| 740     | اعتنق خان الخزر الخان بولان اليهودية. لكن الرعايا أحرار في اختيار دينهم. |
| 744     | قامت العشائر التركية مثل البسميل والأويغور وقارلوق الذين ليسوا أعضاء في عشيرة آشينا بانقلاب عليها. فعجل بنهاية حكم الخاقانية التركية الثانية. (ما عدا الخزر) |
| 745     | أول خان لخاقانية الأويغور قتلغ بيلج. وحل الأويغور محل خاقانات الترك في الشرق وبدأ القارلوق التابعين لهم في احتلال إقليم أون أوك السابق في الغرب. |
| 747     | بدا خان الأويغور الثاني بايانشور خان ببناء عاصمة كبيرة أوردو باليق. |
| 750     | انتهاء الدولة الأموية، وبداية الحكم العباسي الذي كان أكثر انفتاحًا مع الترك. |
| 751     | هزم الجيش العباسي الصينيين في معركة طلاس حيث تحول 20,000 من مرتزقة القارلوق إلى جانب العباسيين في منتصف المعركة. |
| 753     | نقوش تاريات لبايانشور خان الأويغور. (تاريخ محتمل) |
| 755     | قامت الحرب الأهلية في الصين بعد معركة طلاس. فدعم بايانشور خان إمبراطور الصين شوانزونغ ضد الجنرال المتمرد آن لوشان. |
| 756     | معاهدة السلام بين الإمبراطور البيزنطي قسطنطين الخامس وخان بلغار الدانوب كورميسوش أنهت فترة طويلة من الصراع العسكري |
| 765     | خان الأويغور الثالث بوجو يحتضن المانوية. |
| 766     | هزم القارلوق خانية تورجش. فأضحى معظم إقليم أوناك (تركستان حاليا) تحت حكم القارلوق. ولكن في غرب بحيرة آرال ظهر اتحاد فضفاض اسمه دولة اوغوز ياغبو. |
| 789     | حلت أسرة أديز [الإنجليزية] محل أسرة ياغلاكار [الإنجليزية] في حكم خاقانية الأويغور. |

## القرن التاسع
| السنة | الحدث |
| ----- | --- |
| 815   | تم توقيع معاهدة السلام في 815 لمدة ثلاثين عامًا في القسطنطينية بين خان البلغار أومورتاج والإمبراطور البيزنطي ليون الخامس الأرمني.                                                                                     |
| 820   | بدأ القرغيز حربهم ضد الأويغور. |
| 821   | صد الأويغور هجوم للتبتيين. |
| 832   | سقطت خاقانات الأويغور في الفوضى والإضطرابات. |
| 836   | نقل الخليفة المعتصم عاصمة الخلافة العباسية من بغداد إلى مدينة سامراء الجديدة، بسبب الاضطرابات التي سببها جنود المماليك الأتراك. (بدأت ممارسات المماليك بعد وقت قصير من معركة طلاس).                                  |
| 840   | انهيار خاقانات الأويغور بعد هجوم الشعب القرغيزي، وإنشاء خانات قرغيزستان، وهروب الأويغور إلى الجنوب الغربي. |
| 848   | أنشأ بعض اللاجئين الأويغور مملكة قانسو الأويغورية [الإنجليزية] الصغيرة في قانسو بشمال الصين. |
| 850   | بدعم من اللاجئين الأويغور أنشأ القارلوق الذين لم يعترفوا بسيادة القرغيز القراخانات في بلاد ما وراء النهر. |
| 856   | أنشئت مجموعة أخرى من الأويغور مملكة قرا خوجا الأويغورية [الإنجليزية] في توربان، حاليًا سنجان غرب الصين. |
| 868   | أقام أحمد بن طولون وهو مملوك تركي السلالة الطولونية في مصر. |
| 881   | خرجت ثلاث قبائل خزرية تسمى مجتمعة كابار عن بلادهم، وتحركت غربًا ومعها قبائل المجر السبع. |
| 892   | أجبر الخزر البجناق بالتحرك غربًا، والذين بدورهم أجبروا المجريين نحو هنغاريا. |
| 898   | معاهدة السلام 898 بين القيصر البلغاري سيميون والإمبراطور البيزنطي ليو السادس بعد حرب مدمرة غير مبررة على بلغاريا من الجانبين، واستأنف البيزنطيون بعد الانتصار البلغاري النهائي بدفع الجزية السنوية إلى بلغار الدانوب |

## القرن العاشر
| السنة | الحدث |
| ----- | --- |
| 924   | طرد شعب الخيتان المغولي القرغيز من منغوليا. فعاد بعضهم إلى منطقة ينسي وهرب البعض الآخر إلى قرغيزستان الحالية.                      |
| 932   | اعتنق ستوق بغرا خان ملك القراخانات الإسلام. وهو أول ملك تركي يفعل ذلك.                                                             |
| 940   | تحالف بيزنطي-خقانات روس ضد الخزر. فخسرت خانية الخزر القرم جراء ذلك.                                                                |
| 941   | أصبحت ولاية قانسو (ساري الأويغور) تابعة للصين.                                                                                     |
| 960   | مراسلات الخزر بين حسداي بن شبروط (قرطبة) ويوسف خاقان الخزر.                                                                        |
| 963   | أسس ألب تكين وهو قائد عسكري تركي الدولة الغزنوية كونها دولة تابعة للسامانيين                                                       |
| 969   | استولت روس كييف على أتيل عاصمة الخزر.                                                                                              |
| 977   | سبكتكين المؤسس الحقيقي للدولة الغزنوية، التي أضحت في عهده سلطنة مسلمة قوية.                                                        |
| 985   | هاجرت قبيلة قنق التركية الكبيرة بقيادة سلجوق بن دقاق من إقليم الخزر (أوغوز؟) إلى ضواحي المدينة جند (التي تقع الآن جنوب كازاخستان). |
| 999   | حل اتحاد أوغوز من قبل القفجاق. |

## القرن الحادي عشر
| السنة | الحدث |
| ----- | --- |
| 1016  | انهيار خانية الخزر تحت ضغط القفجاق وروس كييف. |
| 1037  | هزيمة البجناق أمام خانية روس كييف |
| 1038  | احتل طغرل بك وجغري بك أحفاد سلجوق مدينة مرو (في تركمانستان حاليًا) وأعلنوا الاستقلال. وهذا بداية الدولة السلجوقية.                                     |
| 1040  | هزم الأتراك السلاجقة بقيادة طغرل وجغري الجيش الغزنوي في معركة دانداناقان، وبدأوا بالاستقرار في شرق بلاد فارس.                                         |
| 1042  | حرب أهلية في إقليم القراخانات، وانقسامها إلى قراخانات شرقية وغربية.                                                                                   |
| 1048  | هزم السلاجقة الأتراك بقيادة إبراهيم ينال (شقيق طغرل بك) جيش التحالف البيزنطي-الجورجي في معركة كابترون. فدخل السلاجقة شرق الأناضول.                    |
| 1050  | هاجم البجناق المناطق البيزنطية. |
| 1055  | بعد سلسلة من الانتصارات أعلن الخليفة العباسي القائم بأمر الله طغرل سلطاناً (لسلطنة الدولة السلجوقية).                                                  |
| 1065  | قدمت قبيلة أوزس الولاء للإمبراطورية البيزنطية. |
| 1071  | هزم السلاجقة بقيادة ألب أرسلان البيزنطيين بقيادة رومانوس ديوجين في معركة ملاذكرد.                                                                     |
| 1072  | وفاة ألب أرسلان. وورثه في الحكم السلطان ملك شاه. |
| 1072  | أسس غازي بن الدانشمند إمارة الدانشمندية حول سيواس بوسط الأناضول.                                                                                      |
| 1072  | كتب محمود الكاشغري وهو من القارلوق ديوان لغات الترك وقدمه إلى الخليفة المقتدي بأمر الله.                                                              |
| 1077  | أسس سليمان بن قتلمش (ابن عم ملك شاه) دولة في غرب تركيا، وهي دولة سلاجقة الروم على الرغم من أنها تابعة للدولة السلجوقية إلا أنها سرعان ما استقلت عنها. |
| 1077  | ظهور السلالة الخورازمية باعتبارها تابعة للدولة السلجوقية.                                                                                             |
| 1081  | أسس چاقا بيه الأزميري (إمارة) في إزمير، غرب الأناضول وبرزت كونها أول قوة بحرية في التاريخ التركي.                                                     |
| 1085  | أسس تاج الدولة تتش شقيق ملك شاه إمارة قصيرة العمر في الشام.                                                                                           |
| 1089  | هزم الهنغاريون القبجاق. |
| 1091  | هزم القفجاق البجناق. |
| 1093  | هزم القفجاق سفياتوبولك الثاني أمير كييف روس في معركة نهر ستوجنا.                                                                                      |
| 1096  | هزم السلطان السلجوقي قلج أرسلان الأول حملة الفقراء الصليبية.                                                                                          |
| 1097  | انهزم السلاجقة أمام الصليبيون في حملتهم الأولى في معركة ضورليم. فاحتلوا العاصمة إزنيق (أنتقلت عاصمتهم إلى قونية)                                      |

## القرن الثاني عشر
| السنة | الحدث |
| ----- | --- |
| 1101  | هزم قلج أرسلان سلطان سلاجقة الروم كلا من ستيفن بلوا وهيو كونت فرماندوا في الموجة الثانية من الحملة الصليبية الأولى.                                                                         |
| 1104  | أسس ظاهر الدين طغتكين أتابك دمشق إمارة البوريون قصيرة العمر في الشام. المثال الأول لسلسلة سلالات الأتابكة السلجوقية.                                                                        |
| 1121  | هزم الجورجيون جيش أرتقي بقيادة إيلغازي بالقرب من تفليس. |
| 1127  | أسس عماد الدين زنكي أتابك الموصل وحلب الدولة الزنكية. |
| 1141  | هزم مغول القراخطائية كلا من القراخانيون والسلاجقة بقيادة سنجر في معركة قطوان. |
| 1146  | أسس الأتابك إيلدكز سلالة أتابكة أذربيجان، وهي أول سلالة تركية مستقلة في أذربيجان. |
| 1147  | خلال الحملة الصليبية الثانية هزم مسعود الأول سلطان سلاجقة الروم الإمبراطور الروماني المقدس كونراد الثالث في معركة ضورليم الثانية ثم لويس السابع ملك فرنسا في معركة جبل قدموس.               |
| 1153  | هُزم السلطان سنجر على يد أتباعه الأوغوز. |
| 1154  | دمر الأتراك الأوغوز مكتبة نيسابور |
| 1176  | هزم السلطان السلجوقي قلج أرسلان الثاني البيزنطيين بقيادة الإمبراطور مانويل كومنينوس في معركة ميريوكيفالون.                                                                                  |
| 1178  | سقوط إمارة الدانشمنديون بيد قلج أرسلان الثاني، وبسقوطها لم يعد في بلاد الأناضول من دولة إسلامية سوى دولة سلاجقة الروم.                                                                      |
| 1190  | هزم الإمبراطور الروماني الألماني فريدريك الأول بربروسا وفرقة من الحملة الصليبية الثالثة السلاجقة في معركة قونية في جنوب الأناضول. ولكنه غرق بعد ذلك أثناء عبوره نهر جوكسو بالقرب من سليقية. |

## القرن الثالث عشر
| السنة | الحدث |
| ----- | --- |
| 1202  | هزم سلاجقة الروم إمارة بنو سلدق فضموا شمال شرق الأناضول. |
| 1205  | بعد تفكك الدولة السلجوقية، أعلن شاه خوارزم الاستقلال واحتلال معظم أراضي السلاجقة السابقة.                                                                                                  |
| 1206  | أسس قطب الدين أيبك مماليك الهند في دلهي الهندية. |
| 1209  | أصبح كوجو تابعين للمغول. |
| 1209  | ولادة نصر الدين خوجه، وهي شخصية صوفية ساخرة في آغ شهر غرب الأناضول. حظيت حكاياته ونكاته خاصة تلك التي تدور حول السادة المغول بعد 1243 بشعبية كبيرة في جميع البلدان الناطقة باللغة التركية. |
| 1211  | قضى المغول على قراخانية الشرقية. |
| 1212  | قضى الخوارزميون على قراخانية الغربية. |
| 1220  | أصبح كيقباد الأول سلطان سلاجقة الروم. |
| 1220  | قضى المغول على الدولة الخوارزمشاهية. |
| 1224  | أقام القرلوقيون في باميان وكورم مملكتهم. |
| 1230  | هزم السلجوقي كيقباد الأول جلال الدين منكبرتي في معركة ياسي جمن. |
| 1236  | رضية سلطانة المرأة الوحيدة في التاريخ التي تم تتويجها بسلطنة دلهي وأول حاكمة مسلمة في جنوب آسيا.                                                                                           |
| 1239  | تمرد بابا عشق، وتمرد معه التركمان (أوغوز) واللاجئين الخوارزميين الذين وصلوا مؤخرًا إلى الأناضول. (تم قمع الثورة بشكل دموي. لكن السلطنة فقدت سلطتها أمام المغول).                            |
| 1241  | خضع القفجاق للمغول. |
| 1243  | هزم المغول سلطنة سلاجقة الروم في معركة جبل كوسه. |
| 1250  | أسس عز الدين أيبك وهو من القفجاق سلالة المماليك في مصر. |
| 1260  | تمكن سيف الدين قطز ومعه الظاهر بيبرس من هزيمة مغول الإلخانات في معركة عين جالوت. |
| 1277  | محمد بك كرمان أوغلو، وكان لفترة قصيرة وزيرًا للسلاجقة، أعلن أن اللغة التركية هي لغة رسمية في عهده.                                                                                          |
| 1293  | هزم المغول انتفاضة قرغيزية أخرى. فهاجرت معظم القبائل القرغيزية إلى قرغيزستان الحالية. |
| 1293  | مدونة الكومان، وهو قاموس القفجاق مكتوب لللاتين. |
| 1299  | أسس عثمان الأول الإمارة العثمانية |